# Olene inclusa
Olene inclusa är en fjärilsart som beskrevs av Walker 1856. Olene inclusa ingår i släktet Olene och familjen tofsspinnare. Inga underarter finns listade i Catalogue of Life.